# Spyro Fusion e Crash Bandicoot Fusion
Spyro Fusion e Crash Bandicoot Fusion, conosciuti come Spyro Orange: The Cortex Conspiracy e Crash Bandicoot Purple: Ripto's Rampage negli Stati Uniti e come Spyro Advance Wakuwaku Tomodachi Daisakusen! (スパイロアドバンスわくわくトモダチ大作戦！?, Supairo Adobansu Wakuwaku Tomodachi Dai Sakusen!) e Crash Bandicoot Advance Wakuwaku Tomodachi Daisakusen! (クラッシュバンディクーアドバンスわくわくトモダチ大作戦！?, Kurasshu Bandikū Adobansu Wakuwaku Tomodachi Dai Sakusen!) in Giappone, sono due videogiochi d'azione e platform, crossover della serie Spyro the Dragon e Crash Bandicoot, quarto capitolo per Game Boy Advance. È un particolare momento nella saga di Spyro, poiché il suo universo si incrocia con quello di Crash Bandicoot, un altro grande eroe dei giochi a piattaforme. È l'ultimo videogioco della serie di Spyro ad essere pubblicato in Giappone prima dell'uscita di Spyro: Reignited Trilogy.
La trama e il gameplay dei due giochi è la stessa, con l'unica differenza che Spyro Fusion ha Spyro come personaggio utilizzabile, mentre Crash Bandicoot Fusion ha come personaggio giocabile Crash.

## Trama

### Crash Bandicoot Fusion
Il dr. Neo Cortex, da sempre rivale di Crash Bandicoot, e Ripto, nemico di Spyro, decidono di allearsi per formare un'invincibile squadra con l'obiettivo della conquista del mondo.
Intanto Aku Aku, dopo aver percepito una forza del male che si è formata nelle vicinanze di N. Sanity Island, decide di partire con Crash per combattere il nemico. Durante il tragitto si imbattono in Spyro, un draghetto viola anch'egli in viaggio per sconfiggere Ripto; entrambi si credono di fronte ad un alleato dei loro nemici e ciò crea un malinteso che scatena una lotta, che termina con il chiarimento tra i due.
Chiarito l'equivoco, Crash e Spyro, affiancati rispettivamente da Aku Aku e Sparx, formano una squadra all'altezza del malvagio duo Cortex-Ripto. Nessuno dei loro nemici, tra cui Tiny Tiger, Crush o Gulp possono fermarli, ma Cortex usa sua nipote Nina per tentare di rapire il Professore e Coco. Spyro e Crash li salvano distraendo Nina e sconfiggendola.
Seguendo un'idea di Coco, riescono a rintracciare Ripto e Cortex tramite un segnale che mettono nelle loro vicinanze. Li raggiungono e con una violenta battaglia li sconfiggono una volta per tutte. Il gioco finisce con Spyro e Crash che si salutano e si ringraziano a vicenda, per poi  tornare nei loro rispettivi mondi, e alla fine, appare una foto del draghetto e del bandicoot insieme.

### Spyro Fusion
Il dottor Neo Cortex, acerrimo nemico di Crash, ha unito le sue forze col peggior nemico di Spyro, Ripto, per sconfiggere i loro rispettivi avversari una volta per tutte utilizzando i loro mostri. Dopo aver percepito una forza del male che si è formata nelle vicinanze di N. Sanity Island, Aku Aku decide di partire con Crash per combattere il nemico e di recuperare tutti i cristalli, così per salvare il loro mondo prima che Cortex riesca nel suo intento.
Nel frattempo, il Professore e Hunter chiedono a Spyro di chiudere immediatamente i portali in modo tale da far sì che Ripto e le sue armate restino bloccate. Sfortunatamente per loro, vengono ingannati, perché le armate inviate nel regno dei Draghi sono i nemici del mondo di Crash, mentre quelle inviate da Crash sono quelli del mondo di Spyro.
I due eroi si incontrano e entrambi si credono di fronte ad un alleato dei loro nemici e ciò crea un malinteso che scatena una lotta, che termina con il chiarimento tra i due. Chiarito l'equivoco, i due si coalizzano e, affiancati da Aku Aku e Sparx, decidono di fermare Cortex e Ripto insieme.
Il resto della trama è identica a quella di Crash Bandicoot Fusion.